# 영국 산업 혁명 중 직물 제조

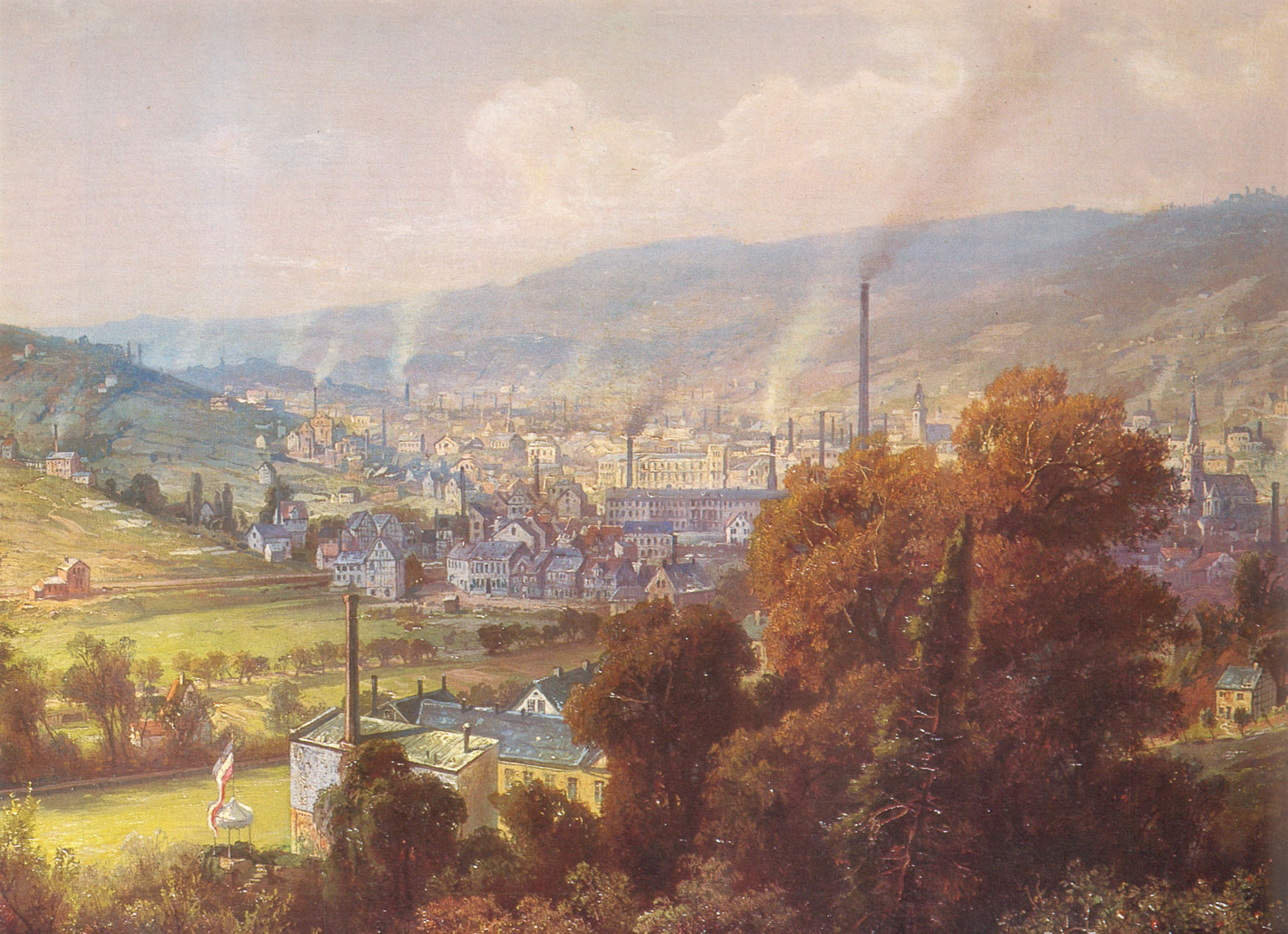
부퍼강 계곡의 바르멘에 있는 초기 산업화된 지역, 1870년 - 아우구스트 폰 빌레의 그림

영국 산업 혁명기의 직물 제조는 랭커셔주 남부와 페나인산맥 양쪽의 도시에 집중되었다. 산업 혁명의 주요 동력은 직물 제조, 선철 주조, 증기기관 동력, 석유 시추, 전기 및 다양한 산업 응용 분야의 발견, 전신 등이었다. 철도, 증기선, 전신 및 기타 혁신은 여행, 운송 및 통신에 소요되는 시간을 크게 단축하여 근로자 생산성을 대폭 증가시키고 생활 수준을 향상시켰다.
18세기 이전에는 옷감 제조가 개별 근로자에 의해 그들이 살던 작업장에서 이루어졌고, 상품은 짐말이나 18세기 초에 건설된 수로 및 등고선을 따라 건설된 운하를 통해 전국으로 운송되었다. 18세기 중반에는 장인들이 생산성을 높이는 방법을 발명하고 있었다. 견섬유, 모섬유, 아마포 직물은 면섬유에 의해 가려지기 시작했으며 면섬유가 가장 중요한 직물이 되었다.
무쇠 기술의 발전으로 가능해진 소면 (방적) 및 방적 기술의 혁신은 더 큰 뮬 정방기와 수력 방적기를 탄생시켰다. 기계는 하천에 있는 수력 제면소에 수용되었다. 더 많은 동력의 필요성으로 인해 증기 구동 빔 엔진과 회전식 방적기 엔진이 생산되었으며, 이들은 방적기 각 층의 라인 샤프트에 동력을 전달했다. 잉여 동력 용량은 직조 공장에서 작동하는 더욱 정교한 역직기의 건설을 촉진했다. 맨체스터 주변의 방적기 마을에서 생산 규모가 커지면서 상업 구조, 즉 면화 거래소와 창고의 필요성이 생겼다. 이 기술은 웨스트요크셔주 및 다른 지역의 모직 및 소모 방적기에도 사용되었다.

## 산업 혁명의 요소

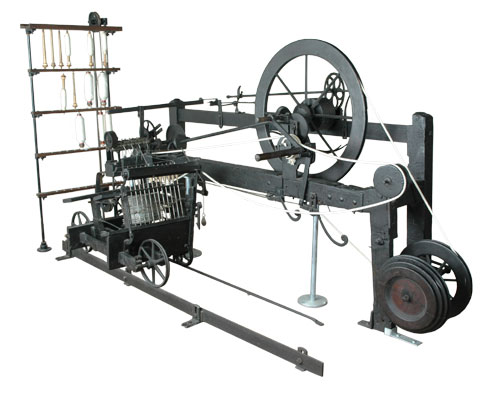
발명가 새뮤얼 크럼프턴이 만든 유일하게 남아있는 뮬 정방기

산업 혁명의 시작은 18세기 후반에 이루어진 소수의 혁신과 밀접하게 관련되어 있다.
- 존 케이 (발명가)의 1733년 나는 북은 옷감을 더 빠르게, 더 넓게 짤 수 있게 했고, 나중에는 기계화가 가능하게 했다. 리처드 아크라이트의 수력 방적기, 제임스 하그리브스의 제니 방적기, 새뮤얼 크럼프턴의 뮬 정방기 (제니 방적기와 수력 방적기의 조합)를 사용하여 면섬유 방적이 이루어졌다. 이는 1769년에 특허를 받았고 1783년에 특허가 만료되었다. 특허 만료 후 많은 제면소가 빠르게 건설되었다. 유사한 기술은 나중에 다양한 직물을 위한 소모 실과 아마포를 위한 아마 방적에도 적용되었다.
- 제임스 와트가 발명하여 1775년에 특허를 받은 개선된 증기기관은 처음에는 주로 광산의 물을 퍼내는 데, 상수도 시스템에, 그리고 송풍로의 공기 송풍에 제한적으로 사용되었지만, 1780년대부터 기계 동력에 적용되었다. 이는 수력을 사용할 수 없거나 계절 내내 안정적이지 않은 곳에서 이전에 상상할 수 없었던 규모로 효율적인 반자동 공장을 빠르게 발전시킬 수 있게 했다. 초기 증기기관은 속도 제어가 좋지 않아 실이 끊어지는 문제가 발생하여 방적과 같은 작업에서의 사용이 제한되었지만, 엔진을 사용하여 수차 위로 물을 펌핑하여 기계를 구동함으로써 이 문제를 극복할 수 있었다.[2][3]
- 철 산업에서는 코크스가 마침내 철 제련의 모든 단계에 적용되어 숯을 대체했다. 이는 납과 구리뿐만 아니라 용광로에서 선철을 생산하는 데 훨씬 더 일찍 달성되었지만, 연철 생산의 두 번째 단계는 potting and stamping (특허는 1786년에 만료됨) 또는 퍼들링 (1783년과 1784년에 헨리 코트가 특허를 받음)의 사용에 의존했다. 증기기관을 사용하여 용광로에 송풍 공기를 공급함으로써 더 높은 용광로 온도를 가능하게 했고, 이는 석탄이나 코크스의 황을 제거하기 위해 더 많은 석회를 사용할 수 있게 했다. 증기기관은 또한 철강 공장의 수력 부족을 극복했다. 1750년대 이후 증기기관이 철강 공장에 점점 더 많이 사용되면서 철 생산량이 급증했다.[4]

이들은 산업 혁명이 일반적으로 정의되는 경제적 도약을 가능하게 한 주요 혁신이 있었던 세 가지 '선도 부문'을 나타낸다. 역직기와 리처드 트레비식의 고압 증기기관과 같은 후기 발명품 또한 영국의 산업화가 심화되는 데 중요했다. 면섬유 방적기 및 제철소에 증기기관을 적용함으로써 이러한 시설은 물레방아에 동력을 공급할 물이 있는 곳이 아니라 다른 자원을 쉽게 얻을 수 있는 가장 편리한 장소에 건설될 수 있었다.

## 산업과 발명
1760년대 이전에는 직물 생산이 주로 아마와 모섬유를 사용하는 가내 수공업이었다. 전형적인 직조 가족은 하나의 수동 직조기를 소유했으며, 남자가 소년의 도움을 받아 조작하고, 아내, 소녀, 다른 여성들이 그 직조기에 충분한 실을 만들 수 있었다.
직물 생산에 대한 지식은 수세기 동안 존재했다. 인도 아대륙은 면섬유를 사용하는 직물 산업을 가지고 있었고, 면섬유 직물을 생산했다. 원면이 유럽으로 수출될 때 면혼방직물을 만드는 데 사용될 수 있었다.
방적을 위한 두 가지 시스템이 개발되었다: 간헐적 과정을 사용하는 물레와 실을 보빈에 안내하는  Heck와 함께 차동 방추와 플라이어를 구동하는 보다 정교한 색소니 물레는 연속적인 과정이었다. 이는 수동 직조기 사용에 만족스러웠지만, 1734년 존 케이 (발명가)의 나는 북 발명 이후, 직조기 생산성을 두 배로 높이는 나는 북 이후에는 이 물레 중 어느 것도 직조기에 충분한 실을 생산할 수 없었다.
옷감 생산은 가내에서 공장으로 옮겨갔다. 공장, 즉 제면소로의 첫 움직임은 방적 부문에서 이루어졌다. 직조 부문의 움직임은 나중에 이루어졌다. 1820년대에는 모든 면섬유, 모섬유, 소모가 방적기에서 방적되었지만, 이 실은 집에서 계속 일하는 외주 직조공에게 갔다. 직물 직조를 전문으로 하는 방적기는 직조 공장이라고 불렸다.

## 초기 발명

### 영국 동인도 회사
17세기 후반, 영국 동인도 회사가 남아시아에 새로 설립한 공장들은 영국 시장을 위한 완제품 면섬유 제품을 대량으로 생산하기 시작했다. 수입된 옥양목과 인도날염면직물 의류는 인도의 모섬유 및 아마포 제품과 경쟁하고 이를 대체하는 역할을 하여, 현지 직조공, 방적공, 염색공, 목자 및 농부들이 그들의 의원과 의회에 수입 금지, 그리고 나중에는 직조 면섬유 제품 판매 금지를 청원하게 했다. 그들은 결국 1700년과 1721년 캘리코 법을 통해 이를 달성했다. 이 법은 완제품 순수 면섬유 제품의 수입을 금지하고 나중에는 판매를 금지했지만, 원면 수입이나 면혼방직물 판매 또는 생산은 제한하지 않았다.
원면 면제 조치로 아시아와 아메리카에서 매년 2천 bale의 면화가 수입되었고, 이는 새로운 토착 산업의 기초가 되었다. 처음에는 국내 시장을 위한 면혼방직물을 생산했지만, 더 중요하게는 재료를 가공하기 위한 일련의 기계화된 방적 및 직조 기술 개발을 촉발했다. 이 기계화 생산은 새로운 제면소에 집중되었고, 1770년대 초까지 매년 7천 bale의 면화가 수입될 때까지 서서히 확장되었으며, 새로운 제면소 소유주들은 영국 동인도 회사 수입품과 경쟁하기를 원했기 때문에 순수 면섬유 직물 생산 및 판매 금지를 해제해 달라고 의회에 압력을 가했다.
주로 벵골산 인도 면섬유는 19세기까지 경쟁 우위를 유지했다. 인도 상품과 경쟁하기 위해 영국 상인들은 노동력을 절감하는 기술 발전에 투자했고, 영국 정부는 인도 수입품을 제한하기 위해 금지 및 관세와 같은 보호무역 정책을 시행했다. 영국은 결국 19세기에 세계 최고의 면섬유 제조업체로서 인도를 추월했다.

### 영국
18세기와 19세기 동안, 수입된 면화의 대부분은 미국 남부의 농장에서 왔다. 그러나 미국 독립 전쟁과 나중의 남북 전쟁과 같은 북미의 정치적 불확실성 기간 동안 영국은 면섬유 제조 산업에 공급하기 위해 인도 아대륙으로부터의 수입에 더 많이 의존했다. 리버풀, 브리스틀, 글래스고와 같은 영국 서해안의 항구들은 면 산업의 위치를 결정하는 데 중요해졌다.
랭커셔주는 습한 기후가 실을 방적하는 데 더 좋았기 때문에 초기 면 산업의 중심지가 되었다. 면실은 날실로 사용하기에 충분히 강하지 않았기 때문에 모섬유나 아마포 또는 면혼방직물을 사용해야 했다. 랭커셔는 기존의 모직 산업 중심지였다. 마찬가지로 글래스고도 같은 습한 기후의 이점을 얻었다.
직조의 초기 발전은 실의 부족으로 인해 중단되었다. 방적 과정은 느렸고, 직조공들은 그들의 가족이 생산할 수 있는 것보다 더 많은 면화와 모직 실을 필요로 했다. 1760년대에 제임스 하그리브스는 제니 방적기를 발명하여 실 생산을 개선했다. 10년이 끝나갈 무렵, 리처드 아크라이트는 수력 방적기를 개발했다. 이 발명은 두 가지 중요한 결과를 낳았다: 실의 품질을 향상시켜 면 산업이 더 이상 날실을 만들기 위해 모섬유나 아마포에 의존하지 않게 되었고, 방적을 장인의 집에서 벗어나 더 큰 기계를 구동하는 데 필요한 수력을 제공할 수 있는 빠른 물살이 있는 특정 장소로 옮겼다. 랭커셔의 서부 페나인산맥은 면 산업의 중심지가 되었다. 수력 방적기 발명 직후, 새뮤얼 크럼프턴은 제니 방적기와 수력 방적기의 원리를 결합하여 뮬 정방기를 만들었다. 이는 훨씬 더 튼튼하고 섬세한 면실을 제공했다.
직물 산업은 또한 이 시기의 다른 발전으로부터도 혜택을 받았다. 이미 1691년에 토머스 세이버리는 진공 증기기관을 만들었다. 그의 디자인은 안전하지 않았고, 1698년에 토머스 뉴커먼에 의해 개선되었다. 1765년에 제임스 와트는 뉴커먼의 엔진을 더욱 개량하여 외부 응축기 증기기관을 설계했다. 와트는 그의 디자인을 계속 개선하여 1774년에 분리형 응축기 엔진을, 1781년에는 회전식 분리형 응축기 엔진을 생산했다. 와트는 사업가 매슈 볼턴과 협력하여 산업에서 사용할 수 있는 증기기관을 제조했다.
1780년대 이전, 영국에서 유통되던 고급 면 모슬린의 대부분은 인도에서 제조되었다. 기술 발전 덕분에 18세기 말까지 영국산 "뮬 모슬린"은 품질 면에서 인도산 모슬린과 경쟁할 수 있게 되었다.

### 발명의 연표
1734년 랭커셔주 베리에서 존 케이 (발명가)는 나는 북을 발명했다 — 이는 면 산업과 관련된 일련의 발명 중 첫 번째 발명 중 하나였다. 나는 북은 직기에서 단일 직조공의 면직물 폭과 생산 속도를 증가시켰다. 일자리 위협에 대한 노동자들의 저항은 이 기술의 광범위한 도입을 지연시켰는데, 심지어 높은 생산 속도가 방적 면화에 대한 수요 증가를 야기했음에도 불구하고 그러했다. 

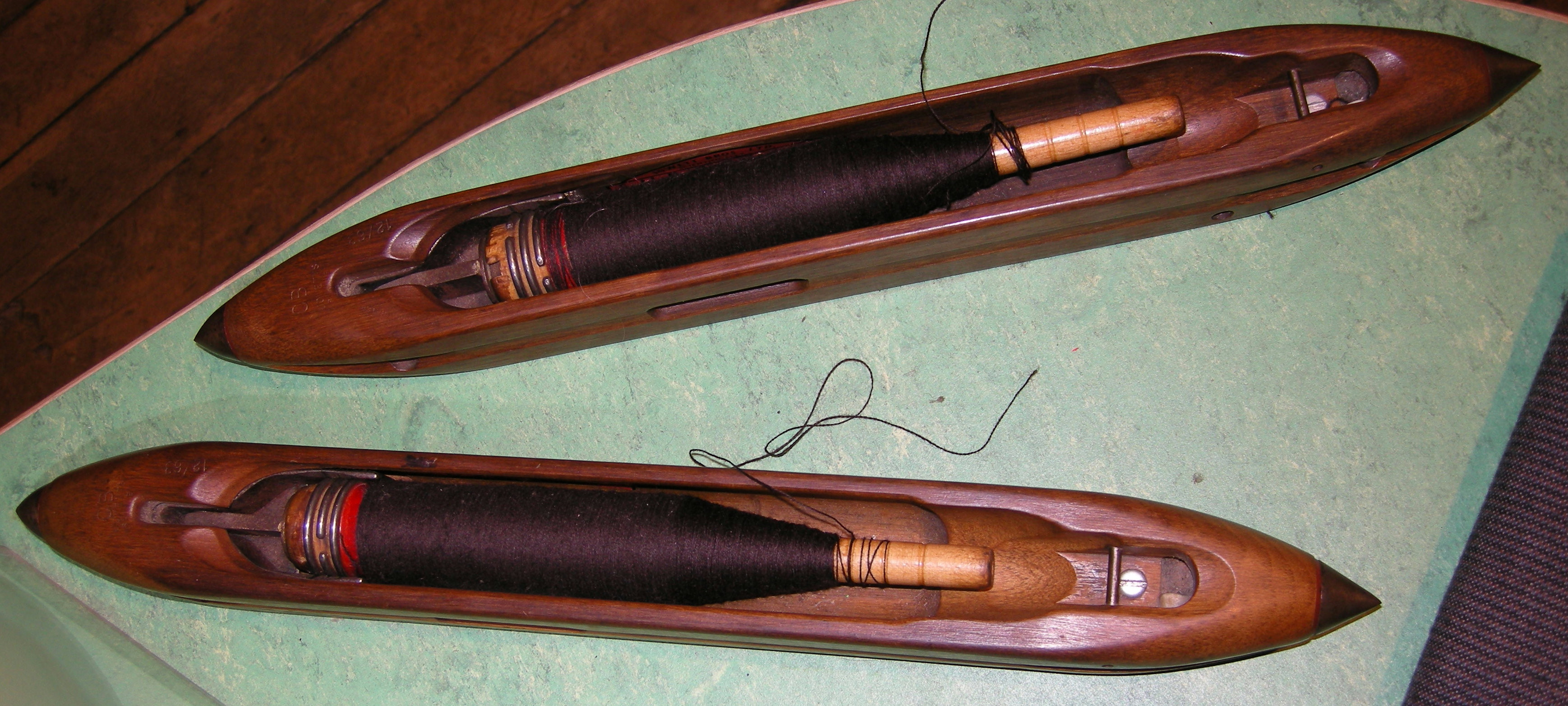
셔틀

1738년, 루이스 폴 (종교적 박해로 프랑스에서 쫓겨난 직조공 위그노 공동체 중 한 명)은 버밍엄에 정착하여 그 마을의 존 와이어트 (발명가)와 함께 롤러 방적기와 플라이어-보빈 시스템의 특허를 얻어 모섬유를 더욱 균일한 두께로 뽑아낼 수 있게 했다. 다른 속도로 움직이는 두 세트의 롤러를 사용하여 실을 빠르고 효율적으로 꼬고 방적할 수 있었다. 이는 나중에 산업 혁명 중 최초의 면섬유 방적 제면소에서 사용되었다.
1742년: 폴과 와이어트는 버밍엄에 당나귀 동력의 새로운 롤링 기계를 사용하는 방적소를 열었지만, 수익성이 좋지 않아 곧 문을 닫았다.
1743년: 노샘프턴에 공장이 문을 열었고, 폴과 와이어트의 기계 5대에서 50개의 스핀들이 돌아가며 첫 방적소보다 더 성공적인 결과를 보여주었다. 이 공장은 1764년까지 운영되었다.
1748년: 루이스 폴은 수동 소면 (방적) 기계를 발명했다. 와이어 슬립 코트를 카드 주위에 두르고 카드 주위를 원통형으로 감쌌다. 루이스의 발명은 나중에 리처드 아크라이트와 새뮤얼 크럼프턴에 의해 개발 및 개선되었지만, 이는 특히 폴과 와이어트의 스핀들을 사용했던 레오민스터의 다니엘 번 공장 화재 이후 큰 의심을 받았다. 번은 같은 해에 유사한 특허를 냈다.
1758년: 버밍엄에 본사를 둔 폴과 와이어트는 롤러 방적기를 개선하고 두 번째 특허를 받았다. 리처드 아크라이트는 나중에 이를 자신의 수력 방적기 모델로 사용했다.

### 혁명의 시작
브리지워터 공작의 운하는 맨체스터와 워슬리의 탄광을 연결했다. 1761년 7월에 개통되었다. 매슈 볼턴은 1762년 버밍엄의 핸즈워스에 소호 주조 공장 엔지니어링 사업장을 열었다. 이 두 사건 모두 제면소 건설과 가내 생산 방식에서 벗어나는 것을 가능하게 했다.
1764년, 세계 최초의 수력 제면소인 소프 밀이 잉글랜드 랭커셔주 로이턴에 건설되었다. 이곳은 면화 소면 (방적)에 사용되었다.
다중 스핀들 제니 방적기는 1764년에 발명되었다. 제임스 하그리브스가 발명가로 인정받는다. 이 기계는 단일 작업자의 실 생산 능력을 처음에는 8배, 나중에는 훨씬 더 많이 증가시켰다. 다른 사람들은 원래 발명은 토머스 하이스의 공로로 돌린다. 산업 불안으로 인해 하그리브스는 블랙번을 떠나야 했지만, 그에게 더 중요한 것은 그의 특허 없는 아이디어가 다른 사람들에 의해 악용되었다는 점이다. 그는 마침내 1770년에 특허를 받았다. 그 결과, 그가 죽을 때쯤에는 20,000대 이상의 제니 방적기가 (대부분 무허가로) 사용되고 있었다.

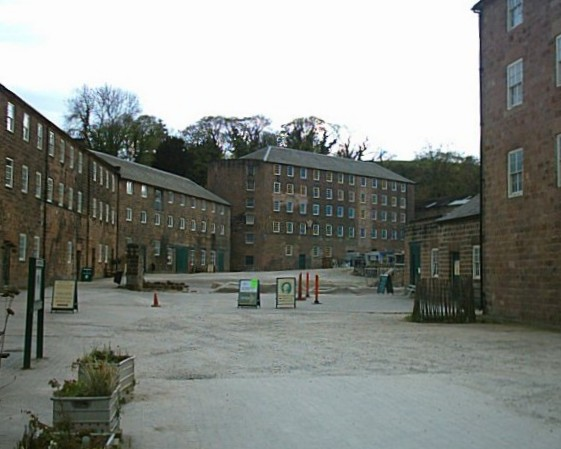
아크라이트의 크롬포드 방적소.

리처드 아크라이트의 첫 방적소인 크롬포드 방적소, 더비셔주는 1771년에 지어졌다. 이 방적소에는 그의 발명품인 수력 방적기가 있었다. 수력 방적기는 아크라이트가 워링턴의 (다른) 존 케이와 함께 개발한 방적기에서 발전했다. 원래 디자인은 다시 토머스 하이스가 주장했는데, 그는 1769년에 특허를 받았다고 말했다. 아크라이트는 수차를 사용하여 직물 기계에 동력을 공급했다. 처음에는 말의 힘으로 프레임을 구동하려 했지만, 방적소에는 훨씬 더 많은 동력이 필요했다. 수차를 사용하려면 물 공급이 원활한 장소가 필요했고, 그래서 크롬포드에 방적소가 건설되었다. 이 방적소는 더웬트 밸리 방적소의 일부로 보존되어 있다. 아크라이트는 일자리를 창출하고 노동자들을 위한 숙소를 건설하여 그들을 그 지역으로 이주시켰다. 이는 상당한 산업 공동체로 이어졌다. 아크라이트는 산업 경쟁자들과 잠재적으로 파괴적인 노동자들로부터 자신의 투자를 보호했다. 이 모델은 성공했고 그는 사업을 다른 지역으로 확장했다.
매슈 볼턴과 스코틀랜드 공학자 제임스 와트의 협력으로 1775년에 분리형 응축기를 사용하는 보다 효율적인 와트 증기기관의 상업적 생산이 이루어졌다.
볼턴의 새뮤얼 크럼프턴은 1779년에 제니 방적기와 수력 방적기의 요소를 결합하여 뮬 정방기를 만들었다. 이 뮬은 수력 방적기보다 더 강한 실을 생산했다. 따라서 1780년에는 수력 동력으로 쉽게 개조할 수 있는 두 가지 실행 가능한 수동 방적 시스템이 있었다. 초기 뮬은 모슬린 제조에 사용되는 실을 생산하는 데 적합했으며, 모슬린 휠 또는 Hall i' th' Wood (홀-이-더-우드 발음) 휠로 알려져 있었다. 케이와 하그리브스와 마찬가지로 크럼프턴은 자신의 발명품으로 이익을 얻지 못했고, 가난하게 죽었다.
1783년, 맨체스터 슈데힐에 방적소가 건설되었는데, 강에서 떨어진 도시의 가장 높은 지점이었다. 슈데힐 방적소는 직경 30피트의 수차로 동력을 공급받았다. 두 개의 저수지가 건설되었고, 한 저수지의 물이 다른 저수지로 흘러가면서 수차를 돌렸다. 증기 구동 펌프는 물을 상부 저수지로 되돌려 보냈다. 증기기관은 대기압식이었다. 촐턴-어폰-메들록에서 시도된 조슈아 위글리의 개선안은 세이버리 엔진 두 대를 사용하여 강물을 보충하여 상사 수차를 구동했다.
1784년, 에드먼드 카트라이트는 역직기를 발명했고, 다음 해에 시제품을 만들었다. 이 기술을 활용하려는 그의 초기 시도는 실패했지만, 그의 발전은 업계의 다른 사람들에게 인정받았다. 로버트 그림쇼 (그의 공장은 산업 기계화에 대한 증가하는 반발의 일환으로 1790년에 파괴됨)와 오스틴과 같은 다른 사람들은 아이디어를 더욱 발전시켰다.
1790년대에는 존 마셜 (산업가)과 같은 산업가들이 리즈의 마셜스 밀에서 면화에서 성공을 거둔 기술 중 일부를 아마와 같은 다른 재료에 적용하는 방법을 연구하기 시작했다.
1803년, 윌리엄 래드클리프는 토머스 존슨 (드레싱 프레임)의 이름으로 특허를 받은 드레싱 프레임을 발명하여 역직기가 지속적으로 작동할 수 있게 했다.

### 후기 발전
카트라이트 직기, 뮬 방적기, 볼턴과 와트의 증기기관이 갖춰지면서 기계화된 섬유 산업을 건설할 준비가 되었다. 이 시점부터 새로운 발명은 없었지만, 방적기 소유주들이 비용을 줄이고 품질을 향상시키기 위해 기술을 계속해서 개선했다. 운송 인프라(운하, 1831년 이후에는 철도)의 발전은 원자재 수입과 완제품 직물 수출을 용이하게 했다.
방적기에 동력을 공급하는 수력은 증기 구동 수력 펌프에 의해 보완되었고, 그 후 증기기관에 의해 완전히 대체되었다. 예를 들어, 새뮤얼 그레그는 그의 삼촌의 직물 상인 회사에 합류했고, 1782년에 회사를 인수하면서 방적소를 설립할 장소를 찾았다. 쿼리 뱅크 방적소는 체셔주 스타일의 볼린강에 건설되었다. 처음에는 수차로 동력을 공급받았지만, 1810년에 증기기관을 설치했다. 1830년에 방적기 엔진의 평균 출력은 48마력이었지만, 쿼리 뱅크 방적소는 새로운 100마력 수차를 설치했다. 이는 1836년에 호록스 앤 너탈, 프레스턴이 160마력의 더블 엔진을 인수하면서 바뀌었다. 윌리엄 페어번은 라인 샤프트 문제를 해결했고 방적소의 효율성을 향상시키는 데 기여했다. 1815년에 그는 기계를 50rpm으로 구동하던 목재 회전 샤프트를 250rpm으로 작동하는 연철 샤프트로 교체했는데, 이는 이전 것의 3분의 1 무게였고 전력 소모도 적었다. 이 방적소는 1959년까지 운영되었다.

#### 로버츠의 역직기

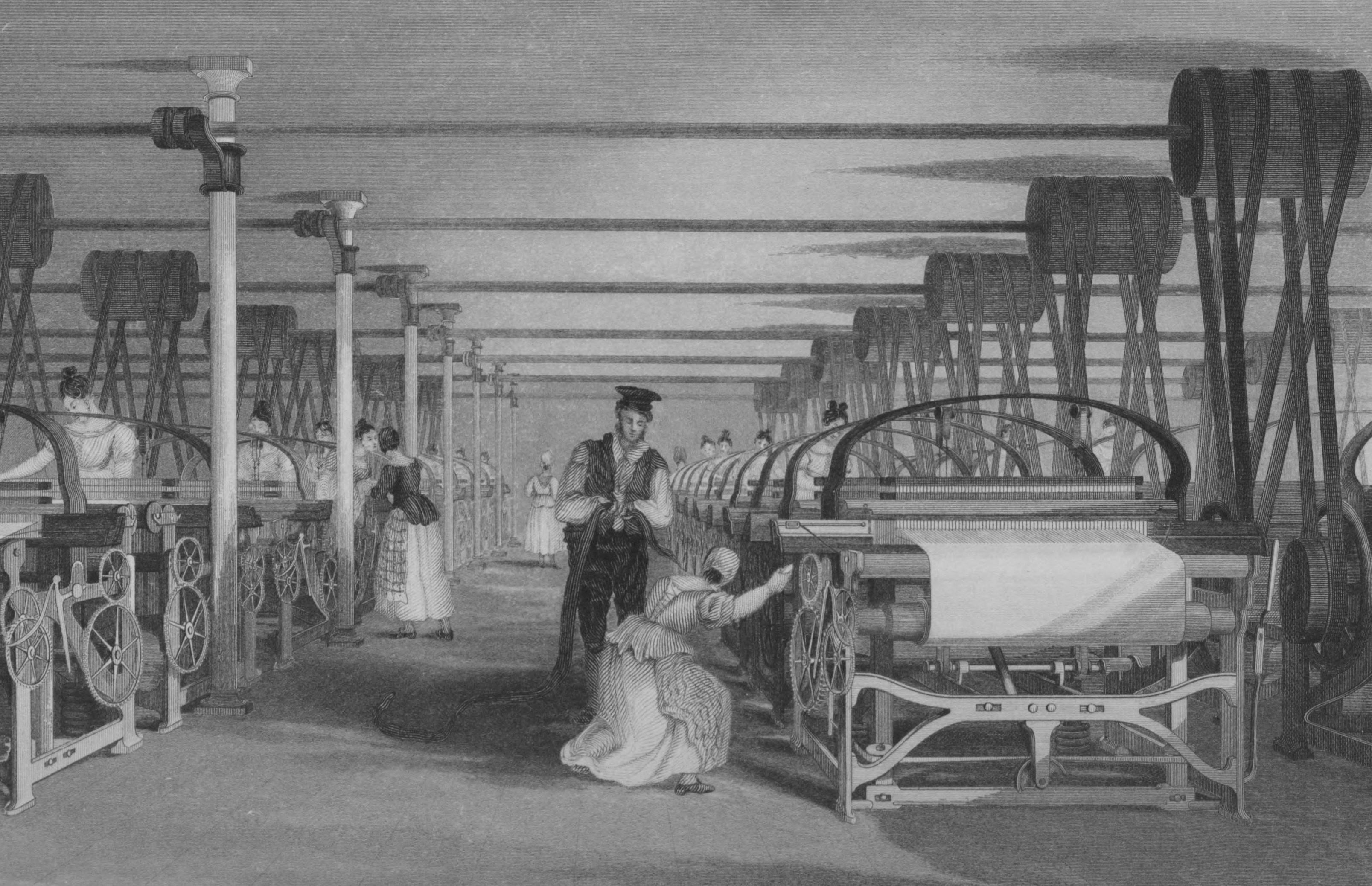
1835년 직조 공장의 로버츠 직기. 연철 샤프트가 무쇠 기둥에 고정되어 있는 것을 볼 수 있다.

1830년, 리처드 로버츠 (공학자)는 1822년 특허를 사용하여 무쇠 프레임이 있는 최초의 직기인 로버츠 직기를 제조했다. 1842년 제임스 불로우와 윌리엄 케인워시는 랭커셔 직기를 만들었다. 이는 반자동 역직기이다. 자동으로 작동하지만 빈 셔틀을 다시 채우기 위해 멈춰야 한다. 1894년에 발명된 자동 위사 보충 기능이 있는 노스롭 직기가 우위를 차지할 때까지 한 세기 동안 랭커셔주 면 산업의 주축이었다.
| 연도    | 1803  | 1820   | 1829   | 1833    | 1857    |
| 직기 수 | 2,400 | 14,650 | 55,500 | 100,000 | 250,000 |

#### 로버츠의 자동 뮬

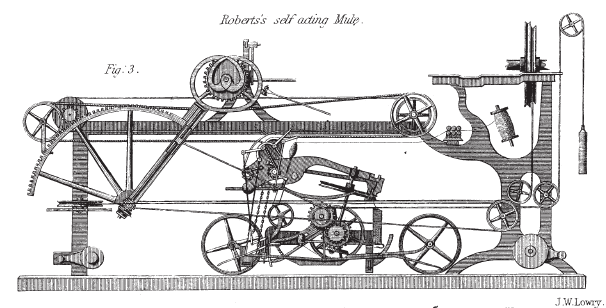
쿼드런트 기어가 있는 로버츠 자동 뮬

또한 1830년에 리처드 로버츠는 최초의 자동 뮬에 대한 특허를 받았다. 1824년에는 스탈리브리지 뮬 방적공 파업이 있었는데, 이는 뮬의 권취 행정에 동력을 적용하는 문제에 대한 연구를 촉진했다. 방적 중 인출은 동력으로 보조되었지만, 감는 동작은 방적공이 수동으로 해야 했으므로, 뮬은 반숙련 노동자에 의해 작동될 수 있었다. 1830년 이전에는 방적공이 최대 400개의 스핀들을 가진 부분 동력 뮬을 작동했지만, 그 이후에는 최대 1,300개의 스핀들을 가진 자동 뮬을 만들 수 있었다.
이 기술로 얻을 수 있는 절약은 상당했다. 18세기에 수동 물레로 면화를 방적하는 노동자는 면화 100파운드를 방적하는 데 50,000시간 이상이 걸렸지만, 1790년대에는 같은 양을 뮬로 300시간 만에 방적할 수 있었고, 자동 뮬로는 한 노동자가 단 135시간 만에 방적할 수 있었다.

## 작업 관행
산업화 과정에서 노동의 본질은 수공업 생산 모델에서 공장 중심 모델로 변화했다. 이러한 변화는 1761년부터 1850년 사이에 일어났다. 직물 공장은 노동자들의 삶을 수공업 생산 방식과는 매우 다르게 조직했다. 직조공들은 자신들의 속도에 맞춰, 자신들의 도구로, 자신들의 집에서 일했다. 공장은 작업 시간을 정했고, 공장 내 기계들은 작업 속도를 조절했다. 공장은 노동자들을 한 건물에 모아 자신들이 소유하지 않은 기계에서 일하게 했다. 공장은 또한 노동 분업을 증가시켰다. 이들은 작업의 수와 범위를 좁혔다. 이들은 공통 생산 과정에 어린이와 여성을 포함시켰다. 맨체스터 방적소 소유주인 프리드리히 엥겔스가 비난했듯이, 여성의 임금이 남성의 임금을 잠식하여 남성들이 집에 앉아 아이들을 돌보는 동안 아내가 장시간 일하게 되면서 가족 구조 자체가 "뒤집혔다". 공장들은 노동자당 생산량이 더 효율적이어서 대중에게 가격을 낮게 유지하고 제품 품질이 훨씬 더 일관되었기 때문에 수공업보다 번성했다.  공장주들은 노동자들에게 노동 규율을 강제로 주입했으며, 그는 작업 조건이 열악하고 빈곤 수준이 전례 없이 높다는 것을 발견했다. 엥겔스는 경악했고, 더비에서의 그의 연구는 그와 마르크스의 책 '자본론'에 큰 역할을 했다.

때로는 노동자들이 낮은 임금에 반발했다. 스코틀랜드에서 최초의 주요 산업 행동은 1787년 여름에 임금 인상을 요구하며 파업한 글래스고의 칼턴 직조공들이었다. 이어진 소요 사태에서 평화를 유지하기 위해 군대가 소집되었고 직조공 세 명이 살해되었다. 계속해서 불안이 이어졌다. 1808년 5월 맨체스터에서는 15,000명의 시위대가 세인트 조지 필드에 모였고 용기병대의 발포를 받아 한 명이 사망했다. 파업이 뒤따랐지만 결국 소폭의 임금 인상으로 해결되었다.

1842년 총파업에서는 50만 명의 노동자들이 인민헌장과 임금 삭감 중단을 요구했다. 다시 군대가 평화를 유지하기 위해 소집되었고 파업 지도자들은 체포되었지만, 노동자들의 일부 요구는 충족되었다.
초기 제면소는 많은 수의 어린이를 고용했지만, 그 비율은 시간이 지남에 따라 감소했다. 1788년 잉글랜드와 스코틀랜드의 143개 수력 면방직 공장에서 노동자의 3분의 2가 어린이로 묘사되었다. 방직소 소유주에서 개혁가로 변신한 로버트 필 경은 1802년 도제 건강 및 도덕법을 추진했는데, 이는 구빈원 아이들이 방직소에서 하루 12시간 이상 일하는 것을 막기 위한 것이었다. 아이들은 약 4세에 방직소에서 일하기 시작했으며, 8세까지 작동 중인 기계 아래에서 뮬 청소부로 일했고, 그 후 15세까지 작은 실 잇는 사람으로 일했다. 이 기간 동안 그들은 하루 14~16시간을 일했고, 잠이 들면 매를 맞았다. 아이들은 런던과 잉글랜드 남부의 다른 도시들의 구빈원에서 더비셔, 요크셔, 랭커셔의 방직소로 보내졌다. 잘 알려진 예로는 리턴 방직소가 있다. 추가 법안이 뒤따랐다. 1835년에는 잉글랜드와 스코틀랜드의 면방직 공장 노동력 중 18세 미만 인구의 비율이 43%로 떨어졌다. 1818년과 1819년에 조사된 맨체스터와 스톡포트 면방직 공장의 노동자들 중 약 절반은 10세 미만에 일을 시작했다. 19세기 중반 영국 면방직 공장의 성인 노동자 대부분은 아동 노동자로 일을 시작한 사람들이었다. 이러한 경험이 풍부한 성인 공장 노동력의 성장은 직물 공장에서 아동 노동이 줄어든 이유를 설명하는 데 도움이 된다.

## 대표적인 초기 방적 공장 1771년

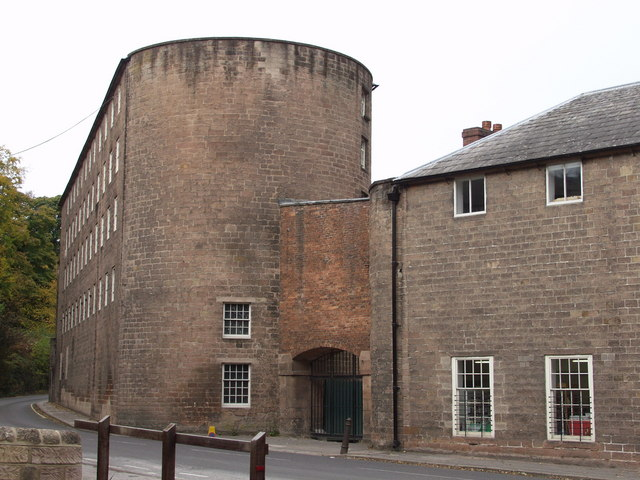
아크라이트 방적소 입구

크롬포드 방적소는 초기의 아크라이트 방적소였으며, 미래의 방적소 모델이 되었다. 크롬포드 부지는 인근 납 광산에서 물을 배수하는 광산 배수 터널과 또 다른 개천으로부터 연중 따뜻한 물을 공급받았다. 5층짜리 방적소였다. 1772년부터 이 방적소는 12시간 2교대로 주야간 운영되었다.
처음에는 200명의 노동자로 시작했는데, 지역에서 제공할 수 있는 인원보다 많았기 때문에 아크라이트는 그들을 위해 근처에 주택을 건설했다. 이는 최초의 제조업체 중 하나였다. 대부분의 직원은 여성과 어린이였으며, 가장 어린 직원은 7세에 불과했다. 나중에 최소 연령은 10세로 인상되었고, 어린이들은 일주일에 6시간의 교육을 받아 문맹인 부모들이 할 수 없는 기록 관리를 할 수 있게 되었다.
방적 공정의 첫 단계는 카딩이었는데, 처음에는 손으로 이루어졌지만 1775년에 그는 수력 카딩 기계에 대한 두 번째 특허를 취득했고 이는 생산량 증가로 이어졌다. 그는 곧 이 부지에 추가 공장을 건설했고 결국 크롬포드에서 1,000명의 노동자를 고용했다. 1792년 그가 사망할 때까지 그는 영국에서 가장 부유한 무직 귀족이었다.
크롬포드 방적소의 문은 매일 정확히 오전 6시와 오후 6시에 닫혔으며, 문을 통과하지 못한 직원은 하루치 임금을 잃을 뿐만 아니라 하루치 임금을 더 벌금으로 내야 했다. 1779년, 아크라이트는 공장 문 바로 안에 산탄이 장전된 대포를 설치했는데, 이는 랭커셔주 비르카크에 있는 또 다른 방적소를 불태웠던 폭동을 일으킬 수도 있는 섬유 노동자들에게 경고하는 의미였다. 이 대포는 한 번도 사용되지 않았다.
이 방적소 건물은 1급 등록 건물로 분류되어 있으며, 1950년 6월에 처음 분류되었다.

## 대표적인 중세기 방적 공장 1840년
브런즈윅 방적소, 안코츠는 맨체스터, 그레이터맨체스터의 안코츠에 있는 면화 방적 공장이다. 1840년경에 건설되었으며, 애시턴 운하를 따라 건설된 방적소 그룹의 일부였다. 당시에는 영국에서 가장 큰 방적소 중 하나였다. 사각형 건물로 지어졌으며, 7층짜리 블록이 운하를 마주보고 있었다. 1930년대에 랭커셔 면화 공사에 인수되었고, 1964년에 코타울즈에 넘어갔다. 생산은 1967년에 중단되었다.
브런즈윅 방적소는 1840년경에 한 번에 건설되었다. 애시턴 운하를 마주보고 있는 주 건물인 7층 블록은 방적에 사용되었다. 준비 작업은 2층에서 이루어졌고, 400개의 스핀들이 있는 자동 뮬은 위층에 가로로 배치되었다. 양쪽 날개에는 블로잉 룸, 일부 방적 및 감기 같은 보조 공정이 포함되어 있었다. 브래드포드 로드를 마주보고 있는 4층 건물은 창고 및 사무실로 사용되었다. 이 방적소는 데이비드 벨하우스가 건설했지만, 윌리엄 페어번이 설계에 참여했을 것으로 추정된다. 벽돌로 지어졌으며, 슬레이트 지붕을 가지고 있다. 내화성 내부 구조는 이제 표준이었다. 브런즈윅은 무쇠 기둥과 보를 사용하여 건설되었으며, 각 층은 가로 벽돌 아치로 아치형으로 되어 있었다. 구조에 목재는 없었다. 대형 이중 빔 엔진으로 동력을 공급받았다.
1850년에 이 방적소는 약 276대의 소면기, 77,000개의 뮬 스핀들, 20개의 드로잉 프레임, 50개의 슬러빙 프레임, 81개의 로빙 프레임을 보유하고 있었다.
구조가 훌륭하여 1920년에 링 방적으로 성공적으로 전환되었으며, 주 전기를 주요 동력원으로 채택한 최초의 방적소였다. 이 방적소 건물은 1994년 6월에 2급 등록 건물로 분류되었다.

## 기술 수출
해외에서 유입되는 전문 지식(예: 루이스 폴)으로 이익을 얻는 동안, 영국은 자국에서 개발된 기술을 매우 보호했다. 특히, 직물 공장과 기계 건설 기술을 가진 공학자는 이민하는 것이 허용되지 않았는데, 특히 신생 미국으로의 이민은 더욱 엄격했다.
마력 (1780–1790)
미국의 초기 면방직 공장은 마력으로 운영되었다. 이 방식을 사용한 최초의 방적소는 베벌리 (매사추세츠주)에 건설된 베벌리 면직물 공장이었다. 1788년 8월 18일 기업가 존 카봇과 형제들이 시작했다. 모세 브라운, 이스라엘 쏜다이크, 조슈아 피셔, 헨리 히긴슨, 데보라 히긴슨 카봇이 공동으로 운영했다. 세일럼 머큐리는 1788년 4월에 방적소 장비가 완성되었다고 보도했는데, 여기에는 제니 방적기, 소면기, 워핑 기계 및 기타 도구가 포함되었다. 같은 해에 방적소의 위치가 확정되었고 노스 베벌리 외곽의 시골 지역에 건설되었다. 이 위치에는 자연수가 존재했지만, 물은 말 유지 관리와 장비 청소에 사용되었을 뿐 대량 생산에는 사용되지 않았다고 언급되었다.
베벌리 방적소의 내부 설계는 경쟁업체가 설계를 훔칠 것을 우려하여 대부분 숨겨져 있었다. 초기 노력은 모두 밀실에서 연구되었고, 심지어 방적소 소유주들은 자신들의 영지에 방적 장비를 설치하여 공정을 실험하기도 했다. 그들의 공정이 정확히 어떻게 작동하는지 상세히 설명하는 출판된 기사는 없었다. 또한, 방적소의 마력 기술은 새로운 수력 방식으로 인해 빠르게 뒤처졌다.
슬레이터
미국 건국 후, 아크라이트의 파트너인 제더다이아 스트럿의 도제로 일했던 한 공학자가 금지령을 피해갔다. 1789년, 새뮤얼 슬레이터는 공장을 설계하고 건설하는 기술을 뉴잉글랜드로 가져갔고, 곧 그는 미국 자체의 산업 혁명에 도움이 된 방적소를 재현하는 일에 몰두했다.
지역 발명품들이 이를 촉진시켰고, 1793년 일라이 휘트니는 조면기를 발명하고 특허를 받았는데, 이는 원면 가공 속도를 50배 이상 높였다.

### 1800년대
1800년대 중반, 일부 기술과 도구가 러시아에 판매 및 수출되었다. 19세기 러시아의 유명한 상인 및 직물 가문인 모로조프 가문은 러시아 중부에 비공개 회사를 설립하여 산업 규모로 염색된 직물을 생산했다. 사바 모로조프는 영국 케임브리지 대학교에서 이 과정을 공부했고, 나중에 가족의 도움을 받아 가족 사업을 확장하여 러시아 제국에서 가장 수익성 높은 사업 중 하나로 만들었다.

## 예술과 문학
- 윌리엄 블레이크: "And did those feet in ancient time", 또는 "예루살렘" (1804) 및 기타 작품.
- 개스켈 부인: 메리 바턴 (1848), 북과 남 (1855)
- 샬럿 브론테: 셜리 (1849)
- 신시아 해로드-이글스는 몰랜드 왕조의 8-13권, 15권, 16권인 메이든 (1985), 홍수 (1986), 엉킨 실 (1987), 황제 (1988), 승리 (1989), 리젠시 (1990), 계산 (1992), 악마의 말 (1993)에서 공장의 초기와 산업 혁명의 사건에 대한 허구적인 이야기를 썼다.
- 직물 공방과 캘리코 법은 보드 게임 존 컴퍼니에 등장한다.

## 같이 보기
- 산업화 이전의 직물 제조 방법